# Havana 3a.m. (album)
Albums de Havana 3a.m.
Texas Glitter and Tombstone Tales
(1996)
Havana 3a.m. est le premier album du groupe britannique éponyme. Il est sorti en 1991. La femme représentée sur la couverture était la petite amie du bassiste Paul Simonon.

## Musiciens
- Paul Simonon - basse
- Nigel Dixon - Chant
- Gary Myrick - Guitare
- Travis Williams - Batterie

## Les titres
Tous les titres de l'album ont été composés par Nigel Dixon, Gary Myrick et Paul Simonon.
1. Joyride
2. Blue Motorcycle Eyes
3. Reach the Rock
4. Death in the Afternoon
5. Hole in the Sky
6. What About Your Future
7. The Hardest Game
8. Hey Amigo
9. Life on the Line
10. Surf in the City
11. Blue Gene Vincent
12. Living in This Town